# ワロドン

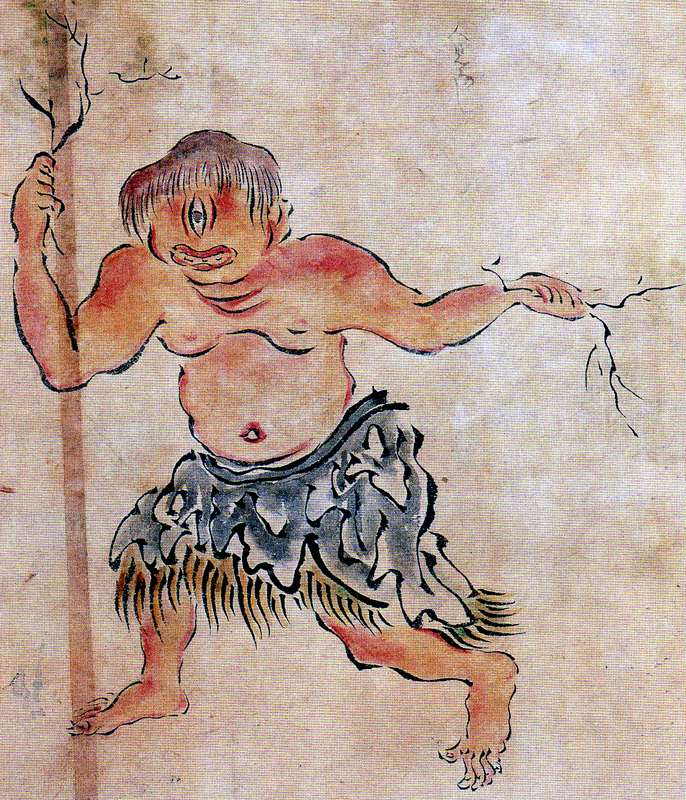
参考：19世紀の作と見られる妖怪絵巻『化物絵巻』より「山童」

ワロドンは、日本の妖怪の一つ。鹿児島県肝属郡百引村（現・鹿屋市）の民間伝承で語られている。

## 概要
百引村の伝承において、日本の水の妖怪である河童のうち、山にいるものをこう呼ぶ。川から山に帰った河童のことともいわれており、西日本の伝承上の妖怪「山童」は河童が山に入ってなるものといわれることから、ワロドンもまた山童の一種とも考えられている。
ワロドンは体をバラバラに切り刻まれても、元の体となって生き返るとされ、2,3日程度で生き返るともいう。これを防ぐためには、切り刻まれた肉片のうちの一切れでも食べてしまえば、ワロドンは生き返ることができないといわれるが、肉が不味いことを察知しているのか、多くの動物はこの肉を食べようとしないという。このほかに河童と同様、鉄を嫌うともいう。
馬の足跡にたまった水の中に千匹も住んでおり、これがいると水が濁り、犬も逃げ出すという。身長は1メートルほどともいうが、この馬の足跡にまつわる伝承から、体の大きさを自在に変えることができるという説もある。
名称の「ワロドン」は、「ヤマワロ（山童）」が河童に対する忌み言葉で、「ワロドン」は2段階の忌み言葉と考えられており、「ヤマワロ」の「ヤマ」を略して「殿」を意味する「ドン」を付けたとの解釈もある。
また鹿児島の大隅地方では、山に帰った河童のことを「オジドン」と呼び、やはり山童の一種と考えられており、ワロドンと同一視されている。